# Epicroesa
Epicroesa is een geslacht van vlinders van de familie roestmotten (Heliodinidae), uit de onderfamilie Orthoteliinae.

## Soorten
- E. ambrosia Meyrick, 1907
- E. calliteucha Meyrick, 1912
- E. chromatorhoea Diakonoff & Arita
- E. metallifera Meyrick, 1907
- E. thiasarcha Meyrick, 1907